# Trương Chấn (diễn viên)
Trương Chấn (sinh ngày 14/10/1976) là một diễn viên Đài Loan, anh ra mắt với bộ phim Sự kiện thiếu niên giết người ở Phố Cổ Lĩnh của đạo diễn Dương Đức Xương.

## Tiểu sử
Trương Chấn sinh ra trong gia đình có truyền thống nghệ thuật ở Đài Bắc, Đài Loan. Cha anh là diễn viên kỳ cựu Trương Quốc Trụ, anh ruột Trương Hàn cũng theo đuổi sự nghiệp diễn xuất.
Ngày 04.01.2013, Trương Chấn cầu hôn người bạn gái đã quen 4 năm và cũng là trợ lý của mình - Trang Văn Như. Rạng sáng ngày 14.11.2013, Trương Chấn công bố tin kết hôn trên weibo. Ngày 18.11.2013, Trương Chấn chính thức cử hành hôn lễ, hiện trường tham dự gồm rất nhiều người trong giới điện ảnh cũng như là bạn diễn lâu năm, bạn bè thân thiết của anh gồm: đạo diễn Lý An, đạo diễn Vương Gia Vệ, đạo diễn Hầu Hiếu Hiền, diễn viên Đới Lập Nhẫn, diễn viên Thư Kỳ, vợ chồng diễn viên Lương Triều Vỹ - Lưu Gia Linh, diễn viên Ngụy Đức Thánh, diễn viên Lý Liệt....
Ngày 10.03.2015, cô con gái đầu lòng của Trương Chấn và Trang Văn Như ra đời, được đặt tên Trương Nguyên Nguyên (Thường gọi là Nguyên Bảo), anh ấy thường chia sẻ rất nhiều hình ảnh đáng yêu của bé trên tài khoản cá nhân.

## Sự nghiệp
Từ năm 14 tuổi, Trương Chấn đã tham gia vào bộ phim điện ảnh đầu tiên tên 《Sự Kiện Thiếu Niên Giết Người Ở Phố Cổ Lĩnh》 của đạo diễn Dương Đức Xương, sự xuất hiện đột ngột này của anh đã khiến giới điện ảnh Đài Loan và những người đam mê điện ảnh chú ý; trong phim anh đã hợp tác cùng anh ruột và cha của mình, bằng vai diễn Tiểu Tứ anh đã đạt được đề cử giải 「Nam diễn viên chính xuất sắc nhất」 tại Lễ trao giải Kim Mã lần thứ 28.
Trong lúc diễn 《Ngọa Hổ Tàng Long》 của đạo diễn Lý An, Trương Chấn đã cố gắng học tiếng Duy Ngô Nhĩ và cưỡi ngựa để mong đạt được trạng thái tốt nhất, vai diễn này cũng đã mang về cho anh đề cử 「Nam diễn viên phụ xuất sắc nhất」 tại Lễ trao giải Kim Tượng lần thứ 20. Ngoài ra khi quay 《Nhất Đại Tông Sư》 của đạo diễn Vương Gia Vệ anh cũng đã phải trải qua một quãng thời gian cực khổ học tập Bát Cực Quyền, còn bái sư học nghệ trở thành truyền nhân của Vương Thế Tuyền - Ủy viên Hiệp hội võ thuật Trung Quốc. Sau 3 năm khổ luyện anh đã lấy được danh hiệu Quán quân Bát Cực Quyền toàn quốc.
Năm 2005, Trương Chấn hợp tác cùng bạn diễn Thư Kỳ trong bộ phim điện ảnh 《Thời Khắc Đẹp Nhất》 của đạo diễn Hầu Hiếu Hiền, phim đã được đề cử tại LHP Cannes lần thứ 58, riêng anh đã mang về cho mình một đề cử 「Nam diễn viên chính xuất sắc nhất」 tại Liên hoan phim Kim Mã lần thứ 42.
Năm 2007, Trương Chấn nhờ vai chính trong phim điện ảnh 《Ngô Thanh Nguyên》 của đạo diễn Điền Tráng Tráng mà đoạt được 「Nam diễn viên xuất sắc nhất」 của LHP châu Á Osaka lần thứ 03 đồng thời cũng được đề cử 「Nam diễn viên chính xuất sắc nhất」 tại Liên hoan phim Kim Mã lần thứ 43 và đề cử 「Nam diễn viên chính xuất sắc nhất」 tại Liên hoan phim quốc tế Rome.
Năm 2007, Trương Chấn thử thách với nhân vật không có bất kỳ lời thoại nào trong phim điện ảnh 《Hơi Thở》 của đạo diễn Kim Ki-duk. Phim đã nhận được đề cử tại Liên hoan phim quốc tế Cannes lần thứ 60, Liên hoan phim quốc tế Busan lần thứ 12 và Liên hoan phim Montreal lần thứ 28.
Năm 2014, Trương Chấn nhờ vai chính trong phim điện ảnh 《Tú Xuân Đao》 mà được đề cử 「Nam diễn viên chính xuất sắc nhất」 tại Lễ trao giải Kim Tượng lần thứ 51, đây là lần đề cử thứ 3 sau 《Sự Kiện Thiếu Niên Giết Người Ở Phố Cổ Lĩnh》 và 《Thời Khắc Đẹp Nhất》.
Năm 2015, Trương Chấn lần đầu tiên bước lên Xuân vãn biểu diễn tiết mục võ thuật 《Giang Sơn Như Họa》. Tháng 11 cùng năm, tượng sáp của Trương Chấn được đặt tại Madame Tussauds Thượng Hải.
Năm 2017, Trương Chấn diễn chính phim điện ảnh 《Mr.Long》, phim đã được đề cử 「Phim Hay Nhất」 tại Liên hoan phim quốc tế Berlin lần thứ 67.
Năm 2018, Trương Chấn được chọn làm thành viên người Hoa duy nhất trong Ban giám khảo LHP Cannes năm 2018, trở thành diễn viên người Hoa thứ 2 được chọn vào ban giám khảo Cannes (sau Khương Văn). Cùng năm anh cũng đảm nhiệm vị trí giám khảo của giải Kim Tước tại LHP Quốc tế Thượng Hải lần thứ 21.

## Hoạt động nghệ thuật

### Điện ảnh
| Năm  | Phim                                        | Vai diễn                                                   | Đạo diễn                                                    | Diễn viên cộng tác                                                                                          |
| ---- | ------------------------------------------- | ---------------------------------------------------------- | ----------------------------------------------------------- | --- |
| 1980 | Tam Giác Tập Đề                             | Khách mời                                                  | Tống Hạng Như                                               | Hồ Tuệ Trung, Trương Quốc Trụ                                                                               |
| 1986 | Đêm tối                                     | Khách mời                                                  | Đãn Hán Chương                                              | Tô Minh Minh, Từ Minh, Trương Quốc Trụ, Trương Thế, Trương Doanh Thật                                       |
| 1991 | Sự kiện thiếu niên giết người ở phố Cổ Lĩnh | Tiểu Tứ                                                    | Dương Đức Xương                                             | Dương Tịnh Di, Trương Quốc Trụ, Vương Khải Tán, Lâm Hồng Minh..                                             |
| 1996 | Mạt Chược                                   | Hong Kong                                                  | Dương Đức Xương                                             | Đường Tòng Thánh, Vương Khải Tán, Kha Vũ Luân                                                               |
| 1997 | Xuân quang xạ tiết                          | Trương Uyển                                                | Vương Gia Vệ                                                | Trương Quốc Vinh, Lương Triều Vỹ                                                                            |
| 2000 | Ngọa hổ tàng long                           | La Tiểu Hổ                                                 | Lý An                                                       | Châu Nhuận Phát, Dương Tử Quỳnh, Chương Tử Di                                                               |
| 2000 | Lần đầu tiếp xúc thân mật                   | A Thái                                                     | Kim Quốc Chiêu                                              | Trần Tiểu Xuân, Thư Kỳ, Điền Hải Dung, Mã Thiên San                                                         |
| 2001 | Yêu Người Yêu Tôi                           | Tiểu Phong                                                 | Lâm Chính Thành                                             | Đới Lập Nhẫn, Lý Tâm Khiết, Trương Chấn, Thái Chấn Nam                                                      |
| 2002 | Thiên hạ vô song                            | Chinh Đức Hoàng Đế                                         | Lưu Trấn Vĩ                                                 | Lương Triều Vỹ, Vương Phi, Triệu Vi                                                                         |
| 2003 | Âm thanh của sắc màu                        | Chung Trình                                                | Mã Vĩ Hào                                                   | Dương Thiên Hoa, Lương Triều Vỹ, Đổng Khiết, Phạm Thực Vĩ                                                   |
| 2004 | 2046                                        | Nhạc công                                                  | Vương Gia Vệ                                                | Lương Triều Vỹ, Chương Tử Di, Vương Phi, Kimura Takuya, Củng Lợi                                            |
| 2004 | Ái thần chi thủ                             | Thợ may họ Trương                                          | Vương Gia Vệ                                                | Củng Lợi |
| 2005 | Thời Khắc Đẹp Nhất                          | Chàng thiếu niên trong quân đội/ Thi nhân Chấn Vũ / A Chấn | Hầu Hiếu Hiền                                               | Thư Kỳ |
| 2006 | Quỷ ti                                      | Diệp Khởi Đông                                             | Tô Chiếu Bân                                                | Lâm Gia Hân, Yōsuke Eguchi, Từ Hi Viên, Trần Bách Lâm, Trương Quân Ninh...                                  |
| 2006 | Ngô Thanh Nguyên                            | Ngô Thanh Nguyên                                           | Điền Tráng Tráng                                            | Trương Ngải Gia, Lý Tuyết Kiện, Akira Emoto, Ayumi Ito                                                      |
| 2007 | Cổng Thiên Đường                            | Mark                                                       | Trần Dịch Lợi                                               | Ngô Ngạn Tổ, Thư Kỳ, Lưu Diệp, Dương Hữu Ninh, Tôn Hồng Lôi, Lý Tiểu Lộ...                                  |
| 2007 | Hơi thở                                     | Jang Jin                                                   | Kim Ki Duk                                                  | Ha Jung Woo, Park Ji Ah                                                                                     |
| 2007 | Into the Faraway Sky                        | Khách mời                                                  | Yukisada Isao                                               | Kamiki Ryunosuke, Ohgo Suzuka, Kohinata Fumiyo, Iwaido Seiko, Otake Shinobu, Kitaki Mayu                    |
| 2008 | Xích Bích I                                 | Tôn Quyền/ Tôn Trọng Mưu                                   | Ngô Vũ Sâm                                                  | Lương Triều Vỹ, Kim Thành Vũ, Trương Phong Nghị, Triệu Vy, Lâm Chí Linh, Hồ Quân...                         |
| 2008 | Tìm người dưới biển sâu                     | Simon                                                      | Từ Khắc                                                     | Lý Tâm Khiết, Lương Lạc Thi, Quách Hiểu Đông, Lương Gia Huy, Trương Chấn Nhạc, Cao Chấn Bằng                |
| 2008 | Dừng xe                                     | Trần Mạc/ Tiểu Mã                                          | Chung Mạnh Hoành                                            | Quế Luân Mỹ, Đới Lập Mẫn, Đỗ Vấn Trạch, Cao Tiệp,...                                                        |
| 2009 | Xích Bích II                                | Tôn Quyền/ Tôn Trọng Mưu                                   | Ngô Vũ Sâm                                                  | Lương Triều Vỹ, Kim Thành Vũ, Trương Phong Nghị, Triệu Vy, Lâm Chí Linh, Hồ Quân...                         |
| 2010 | Thần Tài Đến                                | Trình Vũ                                                   | Nguyễn Thế Sinh                                             | Đàm Vịnh Lân, Dương Thiên Hoa, Trương Vũ Ỷ, Đào Hồng, Củng Tân Lượng, Lâm Tử Thông...                       |
| 2011 | Cây Hoa Cúc Màu Xanh                        | William                                                    | Trần Minh Chương                                            | Phương Trung Tín, Phạm Văn Phương, Giang Nhất Yến, Trương Quốc Trụ                                          |
| 2011 | Kiến Đảng Vĩ Nghiệp                         | Tưởng Giới Thạch                                           | Hàn Tam Bình, Huỳnh Kiến Tân                                | Lưu Diệp, Phùng Viễn Chinh, Trương Gia Dịch, Trần Khôn, Mã Thiếu Hoa..                                      |
| 2012 | Vương đích thịnh yến                        | Hàn Tín                                                    | Lục Xuyên                                                   | Ngô Ngạn Tổ, Lưu Diệp, Tần Lam, Nhiếp Viễn, Hoắc Tư Yến, Sa Dật....                                         |
| 2012 | Nhiệt ái đảo                                | Kim Thượng Triệt                                           | Cam Quốc Lượng                                              | Ngô Trấn Vũ, Tống Giai, Nhậm Đạt Hoa, Trần Hướng, Văn Vịnh San, Huỳnh Duy Đức                               |
| 2012 | Kí Ức Ngày Hôm Qua                          | Chấn Sinh                                                  | Hà Úy Đình, Thẩm Khả Thượng, Khương Tú Quỳnh, Trần Tâm Nghi | Tùy Đường, Quách Thái Khiết, Lý Liệt, Đàm Ngải Trân, Cố Bảo Minh, Kha Hoán Như, Đinh Cường, Mã Chi Tần      |
| 2013 | Nhất đại tông sư                            | Nhất Tuyến Thiên                                           | Vương Gia Vệ                                                | Lương Triều Vĩ, Chương Tử Di, Triệu Bổn Sơn, Song Hye-kyo, Vương Khánh Tường, Trương Tấn                    |
| 2013 | Hoa hồng giáng sinh                         | Chu Văn Huyên                                              | Dương Thái Ni                                               | Quách Phú Thành, Quế Luân Mỹ, Hạ Vũ, Tần Hải Lộ                                                             |
| 2014 | Tú Xuân Đao I                               | Thẩm Luyện                                                 | Lộ Dương                                                    | Lưu Thi Thi, Vương Thiên Nguyên, Lý Đông học, Nhiếp Viễn, Kim Sĩ Kiệt                                       |
| 2015 | Thích khách Nhiếp Ẩn Nương                  | Điền Quý An                                                | Hầu Hiếu Hiền                                               | Thư Kỳ, Chu Vận                                                                                             |
| 2015 | Xích Đạo                                    | Kim Đảo Niên                                               | Lương Nhạc Dân, Lục Kiếm Thanh                              | Trương Học Hữu, Trương Gia Huy, Dư Văn Lạc, Vương Học Kỳ, Văn Vịnh San, Ji Jin-hee, Choi Siwon, Yoon Jin-yi |
| 2015 | Đạo sĩ hạ sơn                               | Ông chủ Tra                                                | Trần Khải Ca                                                | Vương Bảo Cường, Quách Phú Thành, Lâm Chí Linh, Phạm Vỹ                                                     |
| 2017 | Mr. Long                                    | Long                                                       | Sabu (Hiroyuki Tanaka)                                      | Aoyagi Sho, Diêu Dĩ Đề, Bạch Nhuận Âm, Masashi Arifuku                                                      |
| 2017 | Tú Xuân Đao II                              | Thẩm Luyện                                                 | Lộ Dương                                                    | Dương Mịch, Trương Dịch, Lôi Giai Âm, Tân Chỉ Lôi                                                           |
| 2018 | Vô Vấn Tây Đông                             | Trương Quả Quả                                             | Lý Phương Phương                                            | Chương Tử Di, Huỳnh Hiểu Minh, Vương Lực Hoành, Trần Sở Sinh                                                |
| 2018 | Bão tuyết                                   | Vương Khang Hạo                                            | Thôi Tư Vi                                                  | Nghê Ni, Liêu Phàm, Hoàng Giác, Lưu Hoa                                                                     |
| 2021 | Truy Hồn                                    | Lương Văn Siêu                                             | Trình Vĩ Hào                                                | Trương Quân Ninh, Tôn An Khả, Lý Minh Thuận, Trương Bách Gia                                                |
| 2021 | Xuân Chi Đình                               | Khách mời                                                  | Yoshihiko Ueda                                              | Shim Eun-kyung, Sumiko Fuji, Kyōka Suzuki, Seiichi Tanabe, Shimizu Koji                                     |
| 2021 | Dune                                        | Bác sĩ Yueh                                                | Denis Villeneuve                                            | Timothée Chalamet, Rebecca Ferguson, Oscar Isaac, Josh Brolin, Stellan Skarsgård, Dave Bautista             |
| 2022 | Transmigration (Phim điện ảnh ngắn)         |                                                            | Vương Duy Minh                                              | La Đại Hữu, Liêu Dịch Tuyền, Lâm Quán Dịch, Trần Huyên                                                      |
| TBA  | Tránh xa tôi ra                             | Chưa có thông tin chính thức                               | Hạ Vĩnh Khang                                               | Xuân Hạ, Ngô Nguyệt Tường                                                                                   |

### Truyền hình
| Năm  | Phim                | Vai diễn  | Đạo diễn      | Diễn viên cộng tác                                                                        |
| ---- | ------------------- | --------- | ------------- | ----------------------------------------------------------------------------------------- |
| 2019 | Thần Tịch duyên     | Cửu Thần  | Lâm Ngọc Phân | Nghê Ni, Lý Đông Học, Trương Chỉ Khê, Lý Gia Minh, Hải Linh, Lưu Thiên Hàm, Trương Hải Vũ |
| 2022 | Narco Saint (Korea) | Trần Chấn | Yoon Jong Bin | Ha Jung Woo, Hwang Jung Min, Jo Woo Jin, Yoo Yeon Seok, Park Hae Soo                      |

### Diễn viên lồng tiếng
| Năm  | Phim                            | Vai diễn | Ghi chú            |
| ---- | ------------------------------- | -------- | ------------------ |
| 2003 | Sinbad: Huyền thoại 7 Đại Dương | Sinbad   | Phiên bản Đài Loan |
| 2007 | My Blueberry Nights             | Jeremy   | Phiên bản Đài Loan |
| 2016 | Đẳng cấp thú cưng               | Snowball | Phiên bản Đài Loan |

### Đạo diễn
| Năm  | Phim     | Diễn viên                                                                                       | Ghi chú                                    |
| ---- | -------- | ----------------------------------------------------------------------------------------------- | ------------------------------------------ |
| 2014 | Tam sinh | Thạch Cẩm Hàng, Vương Hân Nguyên, Thôi Trân Hạo, Vũ Tương Điển, Thành Thái Sân, Trương Tân Uyển | Đồng đạo diễn: Trịnh Vũ Thịnh, Ngô Trấn Vũ |

### Khách mời MV
| Năm  | Nghệ sĩ       | Tên bài hát        |
| ---- | ------------- | ------------------ |
| 1996 | Trịnh Trí Hoa | Mạt chược          |
| 2001 | Brown Eyes    | "Already One Year" |
| 2001 | Brown Eyes    | "Bit By Bit"       |
| 2002 | DJ Shadow     | "Six Days"         |
| 2020 | Tô Tuệ Luân   | Một Ngày Mãi Mãi   |
| 2022 | La Đại Hữu    | Mãi Mãi Mỉm Cười   |

### Kịch sân khấu
| Năm  | Tên vở kịch                 | Đạo diễn        | Vai diễn       |
| ---- | --------------------------- | --------------- | -------------- |
| 1986 | The Adventures of Pinocchio | Thái Minh Lượng |                |
| 2021 | Khoảng Cách Giữa Giang Vân  | Lại Thanh Xuyên | Giang Tân Liễu |

### Tác phẩm âm nhạc
| Album                            | Thông tin                                                                               | Danh sách bài hát |
| -------------------------------- | --------------------------------------------------------------------------------------- | --- |
| Bước thẳng một đường             | - Phát hành: Tháng 11 năm 1995 - Label: Forward Music - Định dạng: CD, digital download | Danh sách bài hát 1. Bước thẳng một đường 2. Chỉ muốn em thêm phần xinh đẹp 3. Chân tướng rõ ràng 4. Trời mưa....Anh sẽ không bao giờ thay đổi tình yêu của mình 5. Không thể trốn tránh 6. Làm phiền rồi, rất xin lỗi 7. Trưởng thành sớm 8. Em 9. Cái rương đấy 10. Không đủ sức lực |
| Trương Chấn chính là Trương Chấn | - Phát hành: Tháng 7 năm 1996 - Label: Forward Music - Định dạng: CD, digital download  | Danh sách bài hát 1. Không thể trốn tránh 2. Trời mưa (Anh sẽ không bao giờ thay đổi tình yêu của mình) 3. Cái rương đấy 4. Em 5. Không thể trốn tránh (ver 2) |

## Đề cử và Giải thưởng
| Năm  | Giải thưởng                                             | Hạng mục                                    | Phim                                        | Kết quả   |
| ---- | ------------------------------------------------------- | ------------------------------------------- | ------------------------------------------- | --------- |
| 1991 | Lễ trao giải Kim Mã lần thứ 28                          | Nam diễn viên chính xuất sắc nhất           | Sự Kiện Thiếu Niên Giết Người Ở Phố Cổ Lĩnh | Đề cử     |
| 1998 | Lễ trao giải Kim Tượng lần thứ 17                       | Nam diễn viên phụ xuất sắc nhất             | Xuân quang xạ tiết                          | Đề cử     |
| 2001 | Lễ trao giải Kim Tượng lần thứ 20                       | Nam diễn viên phụ xuất sắc nhất             | Ngọa hổ tàng long                           | Đề cử     |
| 2005 | Lễ trao giải Kim Mã lần thứ 42                          | Nam diễn viên chính xuất sắc nhất           | Thời Khắc Đẹp Nhất                          | Đề cử     |
| 2007 | Giải thưởng Điện ảnh châu Á lần thứ 1                   | Nam diễn viên xuất sắc nhất                 | Ngô Thanh Nguyên                            | Đề cử     |
| 2008 | Liên hoan phim châu Á Osaka                             | Nam diễn viên xuất sắc nhất                 | Ngô Thanh Nguyên                            | Đoạt giải |
| 2010 | Lễ trao giải Kim Tượng lần thứ 29                       | Nam diễn viên phụ xuất sắc nhất             | Xích Bích II                                | Đề cử     |
| 2014 | Lễ trao giải Kim Mã lần thứ 51                          | Nam diễn viên chính xuất sắc nhất           | Tú Xuân Đao I                               | Đề cử     |
| 2018 | Liên hoan phim sinh viên đại học Bắc Kinh lần thứ 25    | Nam diễn viên xuất sắc nhất                 | Tú Xuân Đao II                              | Đoạt giải |
| 2019 | Giải Hoa Đỉnh lần thứ 26                                | Nam diễn viên xuất sắc nhất (phim cổ trang) | Thần Tịch Duyên                             | Đề cử     |
| 2019 | Kim Cốt Đóa Thưởng                                      | Nam diễn viên xuất sắc nhất                 | Thần Tịch Duyên                             | Đề cử     |
| 2021 | Liên hoan phim Đài Bắc lần thứ 23                       | Nam diễn viên chính xuất sắc nhất           | Truy Hồn                                    | Đề cử     |
| 2021 | Giải Hoa Đỉnh lần thứ 30                                | Nam diễn viên chính xuất sắc nhất           | Truy Hồn                                    | Đề cử     |
| 2021 | Lễ trao giải Kim Mã lần thứ 58                          | Nam diễn viên chính xuất sắc nhất           | Truy Hồn                                    | Đoạt giải |
| 2022 | Hiệp hội Nhà phê bình Điện ảnh Đài Loan lần thứ 3       | Nam chính xuất sắc nhất                     | Truy Hồn                                    | Đoạt giải |
| 2022 | Lễ trao giải Sổ tay điện ảnh thanh niên 2022 lần thứ 13 | Nam diễn viên của năm                       | Truy Hồn                                    | Đoạt giải |